# 擴散磁振造影
擴散核磁造影，全名水分子擴散核磁造影，是一種更進步的核磁共振技術。
1980年代中期擴散核磁造影的理論已被提出，1986年 Le Bihan 提出擴散磁振造影臨床應用的潛在可能性。1990年Moseley的論文提到偵測貓的大腦局部缺血情況。1994年Basser推導出擴散張量磁振造影（Diffusion Tensor Imaging, DTI）的理論，2000年Wedeen成功發展擴散譜影像的技術。擴散核磁造影結合了PGSE測量擴散磁振訊號與擴散磁振造影技術的概念，可應用於早期診斷缺血性腦中風，可以準確評估腦部、肝臟腫瘤的治療效果。

## 外部連結
- DTITool: Software to visualize Diffusion MRI data
- PNRC: About Diffusion MRI
- White Matter Atlas （页面存档备份，存于）
- Thesis on DTI （页面存档备份，存于）
- Information, with image gallery （页面存档备份，存于）
- Multimodal Neurosurgery Planning, with DTI information
- UK diffusion MRI interest group （页面存档备份，存于）